# توشيهيرو ماتسوشيتا
توشيهيرو ماتسوشيتا (باليابانية: 松下 年宏) (17 أكتوبر 1983 في كاغوشيما في اليابان – )؛ هو لاعب كرة قدم ياباني سابق كان يلعب كلاعب وسط.

## وصلات خارجية
- توشيهيرو ماتسوشيتا على موقع رابطة كرة القدم اليابانية للمحترفين (اليابانية)
- توشيهيرو ماتسوشيتا على موقع إي إس بي إن إف سي (الإنجليزية)
- توشيهيرو ماتسوشيتا على موقع قاعدة بيانات كرة القدم.إي يو (الإنجليزية)
- توشيهيرو ماتسوشيتا على موقع Soccerway.com (الإنجليزية)
- توشيهيرو ماتسوشيتا على موقع عالم كرة القدم.نت (الإنجليزية)
- توشيهيرو ماتسوشيتا على موقع كووورة